# Siuksowie Południowi

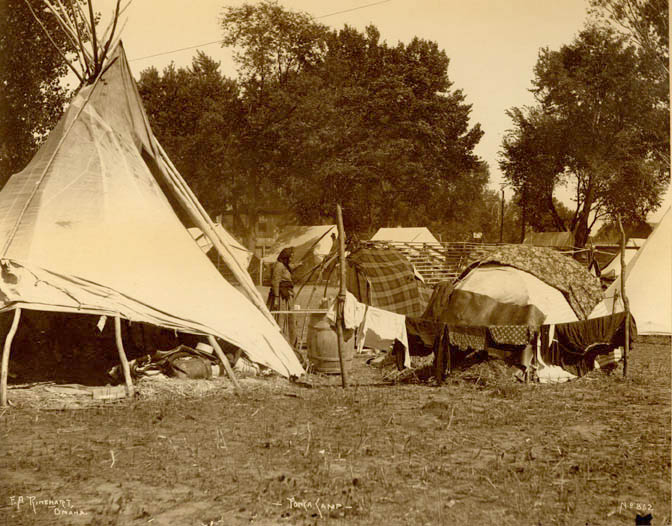
Obozowisko Ponkasów

Siuksowie Południowi – termin odnoszący się do plemion Indian Ameryki Północnej z rodziny Dakotów, ale różniących się od swoich pobratymców z północy i zachodu. Plemiona te to Iowa, Kansa, Missouri, Omaha, Osedżowie, Oto i Ponkowie. Warto zauważyć, że trzy spośród tych plemion dały nazwy stanom.
Od Dakotów właściwych różniło ich to, że oprócz polowań na bizony zajmowali się rolnictwem i prowadzili osiadły tryb życia. Mieszkali w domostwach drewniano-ziemnych w kształcie pieca, zgrupowanych wokół centralnego placu wioski. Typowych dla Dakotów tipi używali jedynie w drodze, a więc najczęściej w sezonie polowań.

## Charakterystyka
- Plemię Iowów zamieszkiwało pierwotnie dolinę rzeki Platte w dzisiejszym stanie Iowa. W roku 1824 zostali zmuszeni do oddania swych ziem rządowi federalnemu Stanów Zjednoczonych i – wraz ze spokrewnionymi z nimi Oto – osadzeni w rezerwacie na pograniczu stanów Kansas i Nebraska.
- Kansa żyli w dolinie rzeki Kansas. Missouri panowali nad brzegami rzek Missouri i Grand. Wojny i epidemie praktycznie zniszczyły te plemiona.
- Omahowie zamieszkiwali przez jakiś czas ziemie u ujścia rzeki Missouri do Missisipi, po czym, wraz z Ponkasami, chcieli przenieść się na tereny dzisiejszego stanu Iowa, ale zostali stamtąd wyparci przez potężnych Dakotów. W rezultacie Ponkowie przenieśli się w głąb Gór Czarnych, a Omahowie osiedli w Nebrasce.
- Osedżowie zamieszkiwali nad dolną Missouri, ale zostali zmuszeni do oddania swych ziem (większość stanu Missouri i część Arkansas) białym i osadzeni w wielkim rezerwacie w Oklahomie w pobliżu miasta Tulsa. W roku 1906 na terenie rezerwatu odkryto złoża ropy naftowej. Za prawo do ich eksploatacji Skarb Stanów Zjednoczonych wypłacił Osedżom ponad osiem i pół miliona dolarów. W tamtym czasie oznaczało to najwyższy na świecie dochód na głowę mieszkańca.